# Anna Sandströms högre lärarinneseminarium

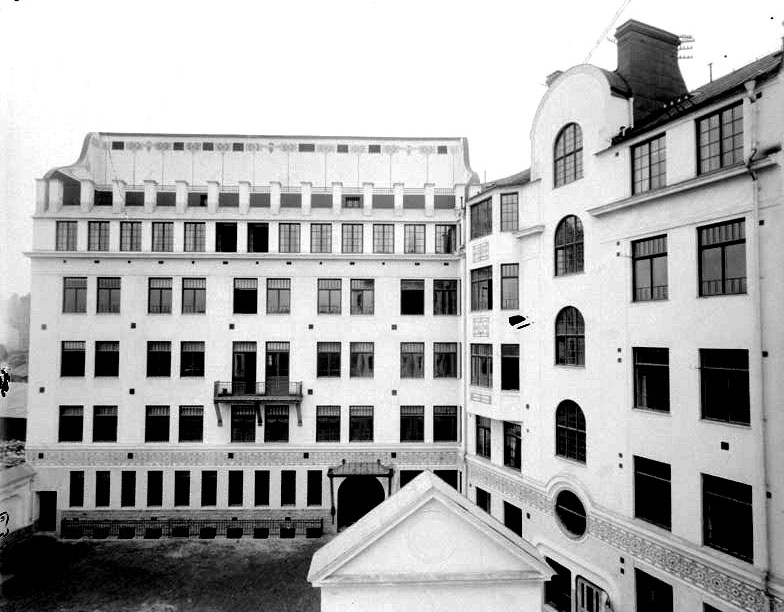
Anna Sandströms skola.

Anna Sandströms högre lärarinneseminarium var ett seminarium i Stockholm 1900-1929.
Seminariet inrättades 1900 av reformpedagogen Anna Sandström i anslutning till Anna Sandströms skola på nuvarande Karlavägen 25. Det hade till närmaste uppgift att på lärarinnebildningen söka tillämpa de åskådningar, som varit bärande för grundläggarinnans pedagogiska verksamhet. Seminariet var ursprungligen tvåårigt, men blev läsåret 1907–08 treårigt. Det utbildade lärarinnor för flick- och samskolorna, särskilt facklärarinnor i humanistiska ämnen och geografi-biologi. Undervisningen var från början varit planlagd på föreläsningar, tentamina och självstudier samt vidsträckt valfrihet. Ett huvudsyfte var därjämte att så mycket som möjligt samarbeta de olika ämnena till en enhet, så att exempelvis kyrko-, litteratur- och konsthistoria ställdes i närmaste samband med den politiska historien liksom geografi med geologi och biologi. Antalet lärjungar uppgick vårterminen 1916 till 83 stycken. 
En av eleverna vid seminariet var Honorine Hermelin, senare medlem i Fogelstadgruppen och rektor för kvinnliga medborgarskolan vid Fogelstad.
Genom riksdagsbeslut 1925 drogs alla privata seminarier in och Anna Sandströms högre lärarinneseminarium lades ned 1929.